# Balogh Pál (publicista)

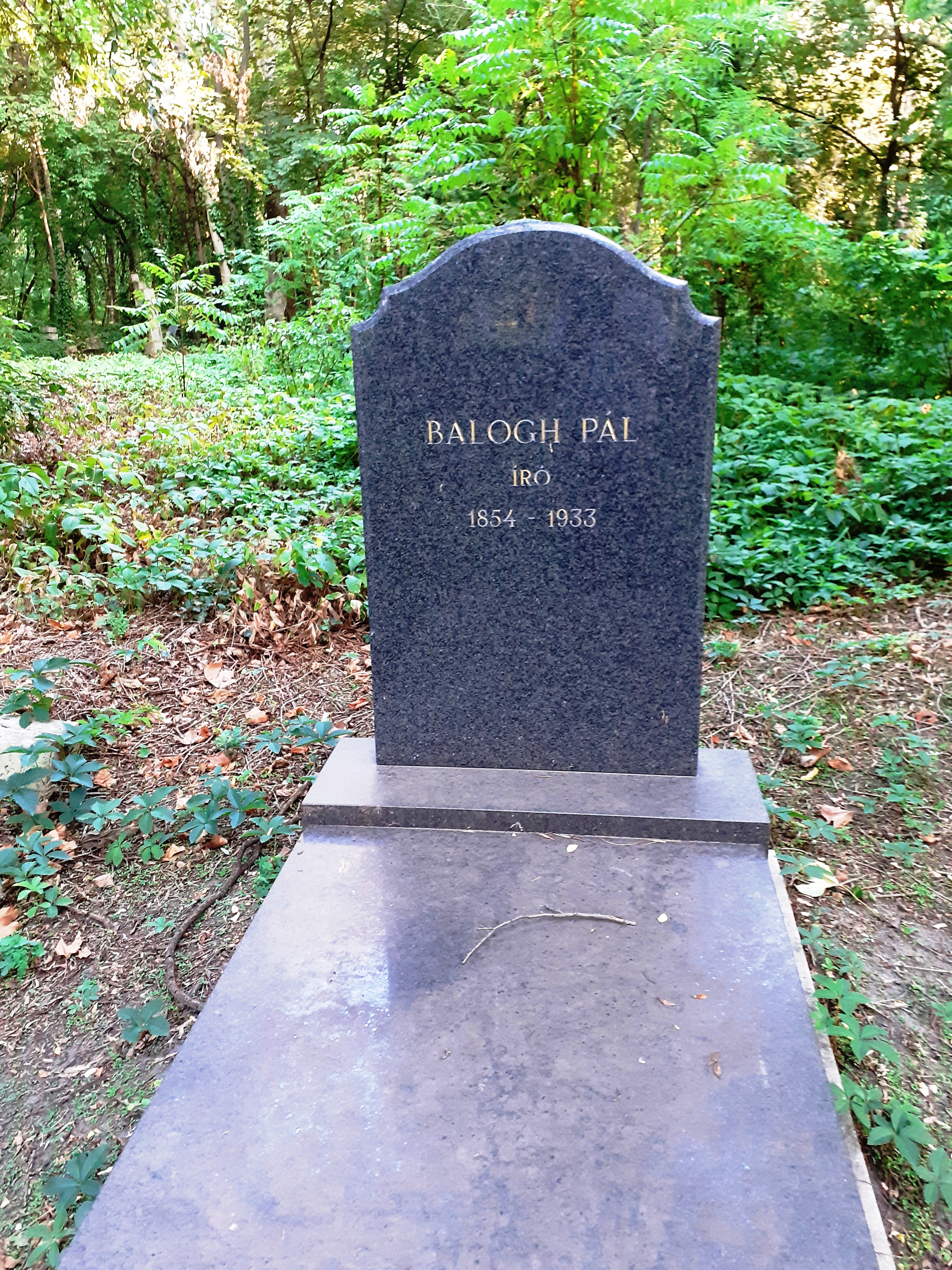
Sírja a Fiumei úti sírkertben 2022-ben (46-2-22).

Balogh Pál (Győr, 1854. augusztus 14. – Budapest, 1933. augusztus 25.) publicista, demográfus.

## Élete
Tanulmányait Budapesten végezte. Újságíró és szerkesztő, majd később parlamenti tudósító lett, végül a miniszterelnökség sajtóosztályán kapott állást.
A Nemzeti Hírlap és a Fővárosi Lapok tárcarovatának munkatársa volt 1875–től, majd egy év múlva a Nemzeti Hírlaphoz szerződött, ahol a friss hírek és a kritikai rovatok szerkesztője lett. 1878-ban egy kőnyomatú helyi lap alapításában működött közre. 1879-től a Pesti Hírlap belső munkatársává szerződött, melynek szerkesztőségével 1881-ben a Budapesti Hírlap alapításában vett részt, s itt évekig országgyűlési tudósítóként működött, de írt színházi kritikákat, társadalmi és tárcacikkeket is. 1886-tól a lap helyettes szerkesztője, 1888-tól vezércikkírója volt. 1903-tól a Miniszterelnökség Sajtóosztályán szolgált az 1920-as évek elejéig.
A nemzetiségi demográfia kérdései foglalkoztatták. „Elemzései, melyeket a 19. század végi népszámlálások anyagára alapozott, egyes vonatkozásaikban meghaladottak, de a kutatás számára sokszor eligazító jellegűek. Nagy összefoglaló művében a közlekedési utak és folyóvölgyek tagolása szerint tárgyalja a népterületi egységeket. Ezek alapján szerkesztette térképeit is.”
Gyászjelentései szerint a Kerepesi temetőbe helyezték végső nyugalomra.

## Művei
Cikkeinek száma meghaladja az ezret. 1886-ban fordított egy regényt is Salvatore Farinatól. Nagyobb tanulmányt írt 1890 februárjában Andrássy Gyula grófról, melyet a Budapesti Hírlap külön mellékletben adott ki.
1875-től jelentek meg írásai, a Fővárosi Hírlapok, Nemzeti Hírlap, Budapesti Hírlap (szerkesztője is) munkatársa volt.
- 1902 A népfajok Magyarországon. Budapest.
- 1903 Erdély fajnépei s a székely kérdés. Kolozsvár.
- 1904 Fajnépességi viszonyaink az erdélyi részek körül 1890–1900 években. Kolozsvár.

Álnevei s jegyei tárcáinál: Orion, Csitt. -l., -h. (Fővárosi Lapok, Nemzeti Hírlap, Ország-Világ, Pesti Hírlap, Budapesti Hírlap); vezércikkeinél: (bp.), (*) Pesti Hírlap, Budapesti Hírlap.